# Jacob City
Jacob City è una city degli Stati Uniti d'America, situata nella Contea di Jackson in Florida.